# Сан Джакомо деле Сеняте
Сан Джа̀комо деле Сеня̀те (на италиански: San Giacomo delle Segnate, на местен диалект: San Iacum dli Sgnadi, Сан Якум дъли Съняди) е село и община в Северна Италия, провинция Мантуа, регион Ломбардия. Разположено е на 16 m надморска височина. Населението на общината е 1774 души (към 2010 г.).